# Sue Monk Kidd
Sue Monk Kidd es una novelista estadounidense nacida el 12 de agosto de 1948 en Sylvester (Georgia). Su fama internacional llegó a través de su novela The Secret Life of Bees que fue estrenada como película en 2008.

## Biografía
Sue nació en la región rural de Albany (Georgia), siendo hija de un imaginativo y cuentista padre. Se graduó como Bachiller en Enfermería en la Universidad Cristiana de Texas en 1970. Dedicando desde ese momento a trabajar como enfermera registrándose en Fort Worth y a dictar clases sobre enfermería en el Medical College of Georgia. Está casada con Sandy Kidd, con quien tiene dos hijos.
Sus inicios en la escritura fueron debido a un ensayo que enviaría a Guideposts y sería reimpreso por el Reader's Digest, convirtiéndose en editora colaboradora de Guidepost. Kidd se encontraba viviendo con su familia en Carolina del Sur, donde su marido dictaba clases de artes liberales cuando decidió inscribirse en clases de escritura teniendo como objetivo escribir ficción.
Sus primeros libros serían «God’s Joyful Surprise» en 1988 y «Heart Waits» en 1990 que son memorias espirituales que comprenden las experiencias del cristianismo contemplativo. «The Dance of the Dissident Daughter» en 1996, se introduce en temas sobre teología feminista y su propio viaje espiritual teniendo una educación bautista a las experiencias feministas no tradicionales.
Su primera novela, «The Secret Life of Bees» (2002) fue escrita en un total de tres años y medio. Situada en la vida de una niña de catorce años en 1964 y su ama de llaves negra, se mantuvo en las listas de superventas del New York Times durante dos años y fue publicado en 35 países. Esta novela sería puesta en escena en New York por The American Place Theater y sería adaptada por Fox a una película, teniendo como protagonista a Dakota Fanning, Queen Latifah, Jennifer Hudson, Alicia Keys y Sophie Okonedo.
Su segunda novela, «The Mermaid Chair» fue publicada en 2005 y llevada al cine bajo el mismo nombre. En 2006 fue lanzado bajo el nombre de «Firstlight» una nueva colección de sus primeros escritos en tapa dura por Guideposts y en edición de bolsillo por Penguin.
«The Invention of Wings» es la tercera novela publicada en enero de 2014, que sería seleccionada para el Oprah's Book Club 2.0.

## Obras

### Espirituales
- God's Hidden Blessings: God can touch your life when you least expect it (1990)
- When the Heart Waits: Spiritual direction for life's sacred questions (1990)
- The Dance of the Dissident Daughter: A womans journey from Christian tradition to the sacred feminine (1996)
- A Luminous Presence: One woman's awakening to the inner life (2005)

### No ficción
- God's Joyful Surprise: Finding Yourself Loved (1987)
- All Things are Possible (1988)

### Novelas
- The Secret Life of Bees (2002) / La vida secreta de las abejas
- The Mermaid Chair (2005) / El secreto de la sirena
- The Invention of Wings (2014)